# Sebestyén János (villamosmérnök)
Sebestyén János (Budapest, 1911. május 7. – Budapest, 2001. február 21.) villamosmérnök.

## Életpályája
1929-ben érettségizett A budapesti Kölcsey Ferenc Főgimnáziumban, majd a budapesti József Nádor Gazdaságtudományi és Műszaki Egyetemen végzett mint gépészmérnök (B tagozat) 1934-ben. Az egyetemi tanulmányainak a befejezése után a budapesti Egyesült Gép- és Fémárugyárak mérnöke és konstruktőre volt, egészen 1945 elejéig. 1945-től a Budapesti Elektromos Műveknél az Alállomások Osztályának helyettes vezetője. 1948-tól a Nehézipari Központ vezetője. 1949-ben megbízták a Nehézipari Beruházási Vállalat vezetésével, és ezen keresztül felelősvolt  a Dunapentele mellett felépülő Dunai Vasmű és az épülő város beruházásáért - később, mint kormánybiztos. A Dunai Vasmű 1951 novemberében felvette a Sztálin Vasmű nevet, a város a Sztálinváros nevet. 1953-ban Sebestyén János lett a Sztálin Vasmű Tröszt első vezérigazgatója. 1954-ben a Vasmű és a város építésében élért sikeres munkáját Kossuth-díjjal jutalmazták. 1954 elejétől kinevezik nehézipari miniszterhelyettesnek. Feladata az ország instabil villamoshálózatának és villamos ellátásának rendbe tétele, ami két, három éven belül sikerül. 1956 októberében, hogy az ország villanyellátása biztosítva legyen (a sztrájkok miatt gyakorlatilag nem volt széntermelés és ezért az erőművek nem tudtak teljes kapacitással termelni), Kardos Elemérrel Csehszlovákiába, Lengyelországba és az NDK-ba utaztak segítségért, hogy az ország minimális villamosenergia igényét biztosítani tudják. A missziójuk sikeres volt. 1957-1960 között Sebestyén János a Frankfurt am Maini Magyar Külkereskedelmi Kirendeltség vezetője volt. Akkoriban nem lévén diplomáciai kapcsolat az NSZK-val, ez az intézmény fontos kapcsolatot töltött be két ország gazdasági kapcsolatainak kiépítésében. 1960-tól Sebestyén János Kiss Árpáddal együtt előkészítette az Országos Műszaki Fejlesztési Bizottság (OMFB) megalakítását. Az OMFB-nek Sebestyén János 1961-től 1988-ig  elnökhelyettese, 1970-től  általános elnökhelyettese volt. Sebestyén János a hazai számítástechnikai ipar egyik megalapítója, ezért 1984-ben  megosztva Állami Díjat kapott. 1988-ban ment nyugállományba; ezután 2000-ig az OMFB Elnöki Tanácsadója volt.

## Díjai, elismerései
- Kossuth-díj (1954)
- A Munka Vörös Zászló Érdemrendje (1954)
- Munka Vörös Zászló Érdemrend (1971)
- Állami Díj (1984; megosztva Náray Zsolttal és Papp Istvánnal)
- Szocialista Munka Hőse (1988)

## Külső hivatkozások
Oral History Archivum 356. sz. interjú, Országos Széchényi Könyvtár;
Vámos Tibor, "Megemlékezés Sebestyén János", Magyar Tudomány, 2002/7 szám 951. o.